# Meir Shalev
Meir Shalev (în ebraică מאיר שלו; n. 29 iulie 1948, Nahalal, Districtul de Nord, Israel – d. 11 aprilie 2023, Alonei Abba⁠(d), Districtul Haifa, Subdistrictul Haifa, Israel) a fost un scriitor și publicist israelian.

## Copilăria și tinerețea
Meir Shalev, fiu al poetului, scriitorului și pedagogului Itzhak Shalev din Ierusalim, s-a născut în 1948 în moșavul Nahalal din Valea Yezreel, unde mama sa, însărcinată, se refugiase în zilele asediului Ierusalimului de către forțele transiordano-palestiniene. A crescut în cartierul Kiryat Moshè din Ierusalim. El a studiat psihologia la Universitatea Ebraică.  
În august 1966 s-a înrolat în armată, în brigada Golani. După antrenamente intense a fost cooptat în unitățile de comando ale brigăzii, în cadrul cărora a absolvit cursul de comandanți de infanterie, și a participat la operații militare și la Războiul de Șase Zile. În noiembrie 1967 în cursul luptei de la Tel Fahr în timpul Războiului de uzură, Shalev a fost rănit grav de patru gloanțe trase din greșeală de un alt combatant israelian.

## Activitatea jurnalistică și literară
După eliberarea la vatră Meir Shalev a debutat ca ziarist și prezentator al unor rubrici de critică jurnalistică și umoristice la televiziunea și radioul de stat. A prezentat apoi emisiunea „Shaá tová” de vineri seara pe canalul I al televiziunii israeliene.
A publicat primul său roman, „Roman rus”, la vârsta de 40 de ani, în anul 1988 și s-a bucurat de critici pozitive.  
În continuare a publicat romane, eseuri și cărți pentru copii. Meir Shalev a avut și o rubrică permanentă în numărul de weekend al cotidianului „ Yediot Aharonot”.
Meir Shalev a fost divorțat și tatăl unui fiu și al unei fiice.

## Scrieri

### Romane
- 1988 – Roman rusí  - Roman rus ISBN 0-06-016691-6
- 1991 – Esav - Esau ISBN 0-06-019040-X
- 1994 – Kayamim akhadim   - As a Few Days
- 1998 – B'veito bamidbar - His House in the Desert ("Alone in the Desert")
- 2002 – Fontanela  -  Fontanelle ISBN 3-257-23554-2
- 2006 – Yoná ve'naar (Porumbelul și băiatul)
- 2011 - Hadavar hayá kákha (A fost așa)

### Eseuri
- 1985 – Bible Now
- 1985 – Elements of Conjuration
- 1995 – Mainly About Love
- 1998 – My Jerusalem
- 2008 – In the Beginning: Firsts in the Bible

### Cărți pentru copii
- 1982 – Hayeled Haim vehaMifletset mIrushalaim  - Copilul Haim și „Monstrul” din Ierusalim Michael and the Monster of Jerusalem ISBN 965-382-001-X
- 1987 – Gumot hakhen shel Zohar - Gropițele lui Zohar Zohar's Dimples
- 1988 – Abba osè bushot - Tata mă face de râs - My Father Always Embarrasses Me
- 1990 – Hakiná Neháma  -  Nehama the Louse (Păduchea Nehama)
- 1993 – Eikh haadam hakadmon himtzí bemikrè et hakabab haromaní Cum a descoperit omul ancestral din întâmplare kebabul românesc [7] -  (tradus inexact în engleză How the Neanderthal Inadvertently Invented Kebab)
- 1994 – Mabul, nahash ushtey tevot - Potop, șarpe și două arce - A flood, a snake and two arks
- 1995 – Hatraktor beargaz hahol - The Tractor in the Sandbox Tractorul în lada de nisip
- 2000 – Hadoda Mihal Aunt Michal - Mătușa Mihal
- 2004 – Arie baleilot - Leu în noapte - A lion at night
- 2004 –Roni veNomi vehadov Yaakov -  Roni si Nomi si ursul Yaakov - Roni and Nomi and the Bear Yaacov
- 2007 – Hageshem shel sabba Aharon - Ploaia lui moș Aaron -  Uncle Aaron and his rain
- 2008 - Hatsalahat shemitáhat -  Farfuria de dedesubt
- 2010, 2014  - Kramer hahatul yashen kol hazman - Motanul Kramer doarme toată ziua
- 2013 - Vanil al hametsakh vetut al haaf - Vanilie pe frunte și căpșune pe nas
- 2015 - Hakatar sheratzá linsoa leRoma - Locomotiva care voia să plece la Roma
- 2017 - Panda yotsét lamir'è  - Panda pleacă la pășune
- 2019 - Kaha ze kesheohavim  - Așa e când este dragoste
- 2020 - Hashen shehitnadned la hayeled  - Dintele căruia i s-a clătinat copilul
- 2023 - Nehed karaté vesabba snokèret - Copilul karate și tata scatoalcă

## Premii și onoruri
- 1987 - Premiul prim-ministrului pentru literatură ebraică
- 1989 - Premiul Bernstein pentru romane originale (Israel)
- 2006 - Premiul Brenner (Israel) pentru romanul Hayoná vehanáar
- 2009 - Premiul Pratt pentru întreaga operă (premiu acordat în Israel pentru publiciști cu contribuții ecologice și sociale)
- Premiul Juliet Club (Italia)
- 2009 - Premiul italian Porta Siberia pentru cartea pentru copii Mabul, nahash ushtey tevot (1994)
- Chiavari (Italia)
- Premiul WIZO
- 2011 - Premiul Newman pentru literatură ebraică - pentru întreaga sa activitate
- 2012 - Doctor honoris causa al Universității Ben Gurion din Neghev
- 2013 - Ordinul Artelor și Literelor din Franța